# Johannes von Drändorf
Johannes von Drändorf (* um 1390 in Schlieben; † 17. Februar 1425 in Heidelberg) war ein Anhänger des Utraquismus, der 1425 auf dem Scheiterhaufen endete. Er wurde von Martin Luther und Philipp Melanchthon als Märtyrer der evangelischen Lehre anerkannt.

## Leben
Nach dem Besuch der Kreuzschule in Dresden studierte Johannes von Drändorf in Wittenberg. Als sein Lehrer Peter von Dresden nach Prag flüchten musste, folgte ihm Drändorf und setzte in Prag seine Studien fort. Peter von Dresden hatte in Wittenberg waldensische und Lehren des John Wyclif verbreitet und musste sich deshalb absetzen.
Drändorf empfing um 1417 die Priesterweihe. Er wirkte drei Jahre in Prag und anschließend als Prediger im südböhmischen Neuhaus. Über Aufenthalte in Sachsen, Meißen und dem Vogtland wanderte er dann nach Südwestdeutschland, wo er sich längere Zeit in Speyer aufhielt und Kontakt zum dortigen Schulrektor Peter Turnow aus Tolkemit bei Elbing aufnahm. Gemeinsam mit Turnow wandte er sich in Speyer, Heilbronn und Wimpfen öffentlich gegen die klerikale Hierarchie.
Im Januar 1425 wurde Drändorf auf Anordnung des Pfalzgrafen Ludwig in Heilbronn festgenommen. Der Würzburger Bischof Johann II. von Brunn ordnete seine Überführung nach Heidelberg an, wo er durch den Wormser Bischof Johann II. von Fleckenstein sowie mehrere Heidelberger Professoren, unter ihnen Nikolaus Magni von Jauer, abgeurteilt werden sollte. Als er sich als Anhänger der utraquistischen Lehre bekannte und den Ablass, die Unfehlbarkeit der Konzilien und den päpstlichen Primat verwarf, wurde er wegen hussitischer Ketzerei zum Tode verurteilt und am 17. Februar 1425 in Heidelberg auf dem Scheiterhaufen verbrannt.